# Lindale (Texas)
Lindale é uma cidade  localizada no estado norte-americano de Texas, no Condado de Smith.

## Demografia
Segundo o censo norte-americano de 2000, a sua população era de 2954 habitantes.
Em 2006, foi estimada uma população de 4290, um aumento de 1336 (45.2%).

## Geografia
De acordo com o United States Census Bureau tem uma área de
10,4 km², dos quais 10,4 km² cobertos por terra e 0,0 km² cobertos por água. Lindale localiza-se a aproximadamente 177 m acima do nível do mar.

## Localidades na vizinhança
O diagrama seguinte representa as localidades num raio de 24 km ao redor de Lindale.